# August Macke
August Robert Ludwig Macke, född 3 januari 1887 i Meschede, död 26 september 1914 nära Perthes-lès-Hurlus i Marne, var en tysk expressionistisk konstnär och medlem av konstgruppen Der Blaue Reiter (Blå ryttaren).

## Biografi
August Macke var son till civilingenjören August Friedrich Hermann Macke (1845–1904) och Maria Florentine Adolph (1848–1922). År 1900 flyttade familjen till Bonn där han träffade Elisabeth Gerhardt. De gifte sig 1909 och var åren 1911–1914 bosatta i det som idag är August-Macke-Haus, konstnärens museum i Bonn. Macke kom från välbärgade förhållanden och var redan som ung berest. År 1905 besökte han Italien och året därpå reste han i Belgien, Nederländerna och till London. Han studerade vid akademin i Düsseldorf 1904–1906 och för Lovis Corinth i Berlin 1907–1908. Åren 1907–1912 besökte han Paris flera gånger där han influerades av impressionismen, Henri Matisses fauvism, Pablo Picassos kubism, den italienska futurismen och Robert Delaunays orfism.
Med tiden utvecklade han en självständig expressionism, ytmässigt förenklad och med rena, klara färger. Hans bilder föreställer ofta ansiktslösa människor i stads- eller parkmiljö. Han var en av grundarna av konstnärsgruppen Der Blaue Reiter i München 1911 tillsammans med Vasilij Kandinskij och Franz Marc. 
Han utgjorde länken mellan de tyska konstnärerna och avantgardet i Paris, i synnerhet Robert Delaunay som han besökte 1912 och som besökte honom i Tyskland året därpå. Under några månader 1913–1914 vistades han i Hilterfingen vid Thunsjön i Schweiz. Där tillkom flera av hans mest kända verk som exempelvis Kvinna i grön dräkt och Kvinna med parasoll framför en hattbutik. Kontakten med Delaunay och en resa till Tunisien tillsammans med Paul Klee och Louis Moilliet 1914 var två avgörande faktorer bakom uppkomsten av hans starkt personliga, koloristiska stil. Landskap med kor och kamel (1914) är ett karakteristiskt verk med sina lysande, kristalliska färgytor.
Vid återkomsten efter resan till Tunisien anmälde han sig som frivillig i första världskriget. Macke utposterades vid fronten den 8 augusti 1914 och stupade den 26 september samma år i Champagne i nordöstra Frankrike.
1937 beslagtog Propagandaministeriet i Nazityskland allt som fanns av August Macke på tyska museer, därför att det definierades som Entartete Kunst. Det var 6 teckningar, 11 målningar, 7 exemplar av ett linoleumsnitt och 22 akvareller. De spreds via försäljning av tyska konsthandlare, byten och auktioner till privatpersoner och institutioner utomlands. En del har återbördats långt efter kriget till sina ursprungliga museer i Tyskland.

## Galleri
| - Porträtt av konstnärens hustru, Elisabeth Erdmann-Macke (1909). - Tre flickor i gula stråhattar (1913). - Kvinna i grön dräkt (1913). - Landskap med kor och kamel (1914). |